# Nikon Coolpix S50c
Le Nikon Coolpix S50c est un appareil photographique numérique de type compact fabriqué par Nikon de la série de Nikon Coolpix.

## Description
Commercialisé en avril 2007 (en même temps que le S50 sans la fonction Wi-Fi), le S51c est un appareil de forme ergonomique assurant une bonne prise de main, de dimensions réduites: 9,8 x 5,9 x 2,1 cm, d'une définition de 7,2 mégapixels et d'un zoom optique de 3x.
Sa principale caractéristique est sa fonction Wi-Fi intégrée qui permet le transfert en direct, au fur et à mesure qu'elles sont prises, les images vers un ordinateur ou une imprimante, grâce à la technologie « sans fil ». La fonction "Coolpix Connect" permet d'envoyer les images par mail au monde entier depuis l'appareil photo via le serveur Nikon Coolpix.
Sa portée minimum de la mise au point est de 30 cm, pouvant être ramenée à 4 cm en mode macro.
Il est équipé d'une fonction "AF Priorité visage" qui permet d'avoir des portraits correctement exposés dans la mesure où l'appareil règle l'exposition et effectue la mise au point après avoir détecté les visages.
Il possède également le système "D-lighting" développé par Nikon qui permet d'éclaircir les zones sous-exposées d'une image directement à partir de l'appareil, ainsi que le dispositif de stabilisation optique "VR" (Vibration Reduction) qui permet de supprimer le flou de bougé pendant l’enregistrement de clips vidéo ou d'image.
Son automatisme gère 15 modes Scène pré-programmés afin de faciliter les prises de vues (paysage, portrait, macro, musée, fête/intérieur, rétro-éclairage, plage/neige, portrait nuit, feu d'artifice, nocturne, aube/crépuscule, assistant de panorama, reproduction, sports, coucher de soleil).
L’ajustement de l'exposition est automatique et permet également un mode manuel avec un ajustement dans une fourchette de ±2.0 par paliers de 0,33 EV.
La balance des blancs se fait de manière automatique, mais également en mode semi-manuel avec des options pré-réglées.
La fonction "BSS" (Best Shot Selector) sélectionne parmi dix prises de vues successives, l'image la mieux exposée et l'enregistre automatiquement.
Sa fonction "Pictmotion" intégrée permet de visualiser un diaporama musical sur l'appareil photo ou la téléviseur en choisir un style et un extrait musical.
Son flash incorporé a une portée effective de 0,3 à 6 m en grand-angle et de 0,3 à 4 m en téléobjectif et dispose de la fonction atténuation des yeux rouges et d'un dispositif d'éclairage AF.
Il est fourni avec une station d'accueil PV-12 qui permet de communiquer avec des imprimantes équipées d'un port "EasyShare".
Son mode Rafale permet de prendre en continu 0,8 image par seconde.

## Caractéristiques
- Capteur CCD taille 1/2,5 pouce - 7,41 millions de pixels, effective: 7,2 millions de pixels
- Zoom optique: 3x, numérique : 4x
- Distance focale équivalence 35 mm : 38-114 mm
- Ouverture de l'objectif : F/3,3-F/4,2
- Vitesse d'obturation : 4 à 1/2000 seconde
- Sensibilité
  - en mode auto : 100 à 800 ISO
  - en mode manuel : 100 - 200 - 400 - 800 et 1600 ISO
- Stockage : Secure Digital SD et MultiMedia Card - mémoire interne de 13 Mo
- Définition image maxi : 3072x2304 au format JPEG.
- Autres définitions : 3072x1728, 2592x1728, 2048x1536, 1024x768 et 640x480
- Définitions vidéo : 320x240 et 640x480 à 30 images par seconde, 640x480 à 10 images par seconde et 160x120 à 15 images par seconde au format Quicktime avec son.
- Connectique : docking station, USB 2.0, audio/vidéo composite, IEEE 802.11b/g
- Écran LCD de 3 pouces - matrice active TFT de 230 000 pixels
- Compatible PictBridge
- Batterie propriétaire rechargeable Lithium-ion type EN-EL8
- Poids : 125 g sans accessoires (batterie et carte mémoire)
- Finition : argent.